# Joel Filártiga
Joel Holden Filártiga Ferreira (* 15. August 1932 in Ybytymi (Paraguay); † 5. Juli 2019 in Asunción (Paraguay)) war ein paraguayischer Mediziner, Künstler und Menschenrechtler.

## Leben und Wirken
Joel Filártiga wurde in dem kleinen Ort Ybytymi geboren, etwa 100 km südöstlich von Asunción, der Hauptstadt von Paraguay. Er war der Sohn eines wohlhabenden Tabakexporteurs.
Nach seinem Medizinstudium an der Universidad Nacional de Asunción und dem Albert Einstein College of Medicine in New York City entschied sich Filártiga gegen ein privilegiertes Leben, das er durch seine Herkunft hätte haben können. Stattdessen ließ er sich im südöstlichen Ybycui nieder, wo der einzige Arzt für ca. 40.000 bis 50.000 Menschen war. Teilweise behandelte er seine Patienten kostenlos, häufig wurde er in der überwiegend armen Gegend aber auch mit Eiern, Hühnern, Bohnen oder Kartoffeln bezahlt. Wohlhabenden Patienten hingegen stellte er für seine Behandlungen Rechnungen aus, die in den Preisen in der Hauptstadt entsprachen.
Filártiga war einer der bekanntesten Kritiker des Diktators Alfredo Stroessner, der Paraguay von 1954 bis 1989 regierte. Durch seine kostenlosen Behandlungen und seine Kritik am maroden Gesundheitssystem seines Landes machte er sich bei dem rechtsgerichteten Regime von Stroessner verdächtig. Auch seine öffentlich geäußerte Betonung von Artikel 25 der Allgemeinen Erklärung der Menschenrechte („Jeder hat das Recht auf einen Lebensstandard, der seine und seiner Familie Gesundheit und Wohl gewährleistet, einschließlich Nahrung, Kleidung, Wohnung, ärztliche Versorgung …“) wurden als Provokation aufgefasst. Filártiga finanzierte seine Tätigkeit teilweise mit dem Verkauf eigener Bilder in den USA. Bei Auslandsaufenthalten hielt er Reden über die Vergehen der Regierung seines Heimatlandes und brachte so die offiziellen Stellen des Regimes weiter gegen sich auf. Er wurde im Zusammenhang mit seiner politischen Oppositionshaltung dreimal verhaftet und mindestens einmal auch gefoltert.
Am 29. März 1976 wurde sein Sohn Joelito Filártiga nach Aussagen der Familie in Asunción ermordet. Sein Körper wies Merkmale starker Folter auf. Filártiga strengte eine Autopsie durch unabhängige Ärzte an und leitete Berichte mit Fotos an die Zeitungen weiter. Filártigas Frau und Tochter wurden kurzzeitig verhaftet und ohne Gerichtsurteil zu einer Gefängnisstrafe verurteilt. Als Filártiga einen Prozess gegen die Polizeibehörde anstrengte, wurde sein Anwalt verhaftet und Peña-Irala drohte, ihn und Joel Filártiga zu ermorden, sollten sie die Klage aufrechterhalten. Amnesty International nahm sich des Falls an und startete nach Überprüfung der Fakten eine internationale Kampagne. Unter dem wachsenden internationalen Druck wurde der verantwortliche Polizeipräsident Americo Peña-Irala suspendiert und tauchte kurz darauf in den USA unter.
Peña-Irala wurde 1979 nach einem Hinweis von Dolly Filártiga, der Tochter von Joel Filártiga, in Brooklyn verhaftet, weil sein Visum abgelaufen war. Am nächsten Tag reichten Filártiga und seine Tochter beim U.S. District Court in Brooklyn eine Klage wegen unrechtmäßiger Tötung gegen Peña-Irala ein. Obwohl beide Parteien paraguayisch waren und der Tod außerhalb der USA eingetreten war, erreichten Filártigas Anwälte schließlich eine Verurteilung vor dem U.S. Court of Appeals for the 2nd Circuit (siehe Filártiga v. Peña-Irala). In ihrer Strategie hatten sie sich erstmals in neuerer Zeit auf das Alien Tort Statute (zu Deutsch etwa Gesetz zur Regelung von ausländischen Ansprüchen) von 1789 berufen, das sich ursprünglich gegen Piraten und Sklavenhändler gerichtet hatte, die als „Feinde der Menschheit“ angesehen wurden. Sie argumentierten erfolgreich, dass Folter und Tod von Joelito Filártiga internationales Recht gebrochen hatte und daher nicht nur eine Angelegenheit für paraguayische Gerichte war. Joel und Dolly Filártiga wurden 10 Millionen US-Dollar Schadensersatz zugesprochen, die sie jedoch nie einfordern konnten. In den USA hat das Alien Tort Statute seither als Basis verschiedener Gerichtsprozesse gegen Regierungsvertreter ausländischer Staaten und internationaler Unternehmen gedient.
Filártiga blieb politisch aktiv. Zuletzt wies er auf die Gesundheitsrisiken durch Pestizide für Landarbeiter hin. Im November 2018 wurde er vom paraguayischen Senat für „seinen unermüdlichen Einsatz für Gesundheit, Freiheit und Gerechtigkeit“ geehrt.
Joel Filártiga starb 2019 im Alter von 86 Jahren in einem Krankenhaus in Asunción.

## Veröffentlichungen
- Illustrationen in: Henri J. M. Nouwen, Donald P. McNeill, Douglas A. Morrison: Compassion. Darton, Longman and Todd, London 1982, ISBN 0-232-51578-6

## Rezeption
Der 1991 veröffentlichte Fernsehfilm Allein gegen die Junta (One Man’s War) von Regisseur Sérgio Toledo mit Anthony Hopkins als Joel Filártiga zeichnet den Kampf der Filártigas um Gerechtigkeit gegenüber dem Stroessner-Regime nach.